# Autrey-lès-Gray
Autrey-lès-Gray és un municipi francès situat al departament de l'Alt Saona i a la regió de Borgonya - Franc Comtat. L'any 2007 tenia 458 habitants.

## Demografia

### Població
El 2007 la població de fet d'Autrey-lès-Gray era de 458 persones. Hi havia 198 famílies, de les quals 64 eren unipersonals (36 homes vivint sols i 28 dones vivint soles), 61 parelles sense fills, 61 parelles amb fills i 12 famílies monoparentals amb fills.
La població ha evolucionat segons el següent gràfic:
Habitants censats

### Habitatges
El 2007 hi havia 247 habitatges, 201 eren l'habitatge principal de la família, 24 eren segones residències i 23 estaven desocupats. 216 eren cases i 30 eren apartaments. Dels 201 habitatges principals, 146 estaven ocupats pels seus propietaris, 45 estaven llogats i ocupats pels llogaters i 10 estaven cedits a títol gratuït; 11 tenien dues cambres, 10 en tenien tres, 38 en tenien quatre i 141 en tenien cinc o més. 138 habitatges disposaven pel capbaix d'una plaça de pàrquing. A 104 habitatges hi havia un automòbil i a 75 n'hi havia dos o més.

### Piràmide de població
La piràmide de població per edats i sexe el 2009 era:
| Homes | Edats   | Dones |
| ----- | ------- | ----- |
| 0     | 95 o +  | 0     |
| 0     | 90 a 94 | 4     |
| 0     | 85 a 89 | 8     |
| 0     | 80 a 84 | 4     |
| 16    | 75 a 79 | 0     |
| 12    | 70 a 74 | 12    |
| 20    | 65 a 69 | 12    |
| 0     | 60 a 64 | 12    |
| 12    | 55 a 59 | 4     |
| 24    | 50 a 54 | 12    |
| 4     | 45 a 49 | 12    |
| 16    | 40 a 44 | 16    |
| 32    | 35 a 39 | 36    |
| 24    | 30 a 34 | 0     |
| 16    | 25 a 29 | 20    |
| 8     | 20 a 24 | 8     |
| 8     | 15 a 19 | 24    |
| 12    | 10 a 14 | 28    |
| 16    | 5 a 9   | 8     |
| 16    | 0 a 4   | 16    |

## Economia
El 2007 la població en edat de treballar era de 276 persones, 206 eren actives i 70 eren inactives. De les 206 persones actives 185 estaven ocupades (104 homes i 81 dones) i 21 estaven aturades (8 homes i 13 dones). De les 70 persones inactives 27 estaven jubilades, 16 estaven estudiant i 27 estaven classificades com a «altres inactius».

### Ingressos
El 2009 a Autrey-lès-Gray hi havia 197 unitats fiscals que integraven 467 persones, la mediana anual d'ingressos fiscals per persona era de 16.590 €.

### Activitats econòmiques
Dels 29 establiments que hi havia el 2007, 5 eren d'empreses extractives, 1 d'una empresa alimentària, 3 d'empreses de construcció, 6 d'empreses de comerç i reparació d'automòbils, 4 d'empreses de transport, 1 d'una empresa d'hostatgeria i restauració, 1 d'una empresa financera, 2 d'empreses immobiliàries, 1 d'una empresa de serveis, 2 d'entitats de l'administració pública i 3 d'empreses classificades com a «altres activitats de serveis».
Dels 10 establiments de servei als particulars que hi havia el 2009, 1 era una gendarmeria, 1 una oficina bancària, 1 fusteria, 1 lampisteria, 2 electricistes, 1 perruqueria, 1 restaurant, 1 agència immobiliària i 1 saló de bellesa.
Dels 2 establiments comercials que hi havia el 2009, 1 era una botiga de menys de 120 m² i 1 una peixateria.
L'any 2000 a Autrey-lès-Gray hi havia 17 explotacions agrícoles que ocupaven un total de 1.610 hectàrees.

## Equipaments sanitaris i escolars
L'únic equipament sanitari que hi havia el 2009 era una farmàcia.
El 2009 hi havia una escola elemental integrada dins d'un grup escolar amb les comunes properes formant una escola dispersa.

## Poblacions més properes
El següent diagrama mostra les poblacions més properes.